# Волховский (посёлок)
Во́лховский — микрорайон Великого Новгорода, до 2004 года — посёлок городского типа.
Расположен на левом берегу реки Волхов на мысу, образованном впадением в Волхов реки Питьбы. Имеет регулярное автобусное сообщение с Великим Новгородом (автобус № 9, 9а, 12, 101(по выходным вечером)), маршрутное такси № 134.

## История
«И прииде к Новугороду архепископъ Иоким, и требища разори, и Перуна посече, и повѣле влещи в Волхов. И повязавшее ужи, влечахут и по калу, биюще жезлием и пихающее. И в то время бяше вшел бѣс в Перуна: „О горе! Ох мнѣ! Достахся немилостивым сим рукам“. И вринуша его в Волхов. Он же пловявъ сквозе Великии мостъ, верже палицу свою на мостъ, еюже нынѣ безумни убивающееся, утѣху творяхом бѣсом. И заповѣда никомуже нигдѣ же переняти его. И иде пидеблянич рано на реку, хотя горньци вести в город, оли Перун приплыл к берегу, и отринуша я шестом: „Ты, рече, Перушице, досыти еси пил и ѣлъ, а нынѣ поплови прочь“. И сплы съ свѣта окошное…».
В этом отрывке из Новгородской Летописи по списку П. П. Дубровского следует известный и по другим хронографам летописный рассказ о крещении новгородцев, в сюжете которого фигурирует некий человек, «пидеблянич», пришедший на реку, чтобы везти горшки («горньцы») в город и заметивший приплывшего к берегу идола поверженного Перунаа — горшечник (гончар) «отринул» того шестом от берега со словами «плыви прочь». В разных версиях этого рассказа из других летописных сводов горшечник именуется и как «пидьблянин», «питьблянин», и как «видьблянин», и даже просто «един же некто человек». Пидеблянич, пидьблянин, питьблянин — это старинное прозвище жителя Пидебской (Питебской) округи, одной из ближайших к древнему Новгороду, расположенной по берегам реки Питьбы (Пидьбы), впадающей в Волхов слева, на южной окраине нынешнего посёлка Волховский. Скорее даже под именем «пидеблянич» подразумевается житель конкретного древнего поселения при устье реки Питьбы (на её левом берегу), на месте которого в XVI—XVII вв. находился Никольский Пидебский погост (позднее деревня Устье, территория нынешнего посёлка Волховский), и где при проводившихся в советское время раскопках были обнаружены остатки мощного керамического производства, возникшего в X веке.
Никольский Пидебский погост (позднее деревня Устье, территория нынешнего посёлка Волховский) впервые упоминается в Новгородской писцовой книге Водской пятины под 1499—1500 годом. По спискам населённых мест Новгородского уезда Новгородской губернии 1907 года деревня значилась как мыза архиерейского дома, на которой имелось одно жилое строение и проживало 19 жителей. До 1927 года Устье входило в Троицкую волость Новгородского уезда.
Указом президиума Верховного Совета РСФСР от 6 июля 1965 года Посёлок Кирпичного завода № 3 был переименован в посёлок Волховский.
В июле 2023 года в микрорайоне Волховский проживает более 3 000 человек.

## Архиерейская мыза
В посёлке расположена так называемая Архиерейская мыза — памятник садово-паркового искусства XIX века с каменной церковью Никиты Новгородского постройки начала XX века. В 1997 году постановлением областной администрации ему был присвоен статус регионального. Площадь памятника — 8 га.
С XVII века мыза принадлежала Новгородскому Архиерейскому дому и использовалась новгородскими архиереями в качестве летней дачи. В 1784 году в Устье были высажены сады и выкопан пруд. Фрукты поставлялись к столу Архиерейского дома.
В 1910-х гг. новгородский архиепископ Арсений устроил здесь себе летнюю дачу. Для удобства сообщения с дачей был приобретён моторный катер, которому Арсений дал название «Перун». По словам историка Порфиридова, «такой роскоши не было даже у местных губернаторов». Насаждения самого́ старого парка были дополнены множеством экзотических деревьев. В таком виде мыза Устье сохранялась до 1920-х годов.

Сегодня композицию расположенной на возвышенном берегу Волхова мызы составляют небольшой парк из деревьев разных пород (дуб, сосна, берёза, лиственница и др.) возрастом от 70 до 100 (некоторые более) лет, высаженные по контуру и в аллеи, каменная церковь, гранитный постамент от фонтана, пруд прямоугольной формы. Западная часть центральной поляны используется под футбольное поле. На территории памятника находятся также школа и детский сад.

## Волховская школа
В 1946 году в посёлке была открыта начальная школа, располагавшаяся первоначально в деревянном здании с печным отоплением. Школа состояла из четырёх классов, которые занимались в одном помещении под руководством единственной учительницы — Завистовской А. Я. 1 сентября 1966 года была открыта восьмилетняя школа № 17.
В 1913 году в районе Архиерейской мызы был основан кирпичный завод, который после революции стал называться Кирпичным заводом № 3. В настоящее время — ООО «КСМ».
В Волховском расположен также филиал Профессионального лицея № 2 (в прошлом ГПТУ № 17), имеется библиотека.